# Lieblingsmenschen
Lieblingsmenschen ist ein Theaterstück der Schweizer Autorin und Schauspielerin Laura de Weck.
Die Uraufführung fand 2007 im Theater Basel statt und wurde von Werner Düggelin inszeniert. Unter anderem wurde das Stück auch im Theater der Künste in Zürich aufgeführt. Das Stück wurde 2008 zu den Stücke Tagen in Mülheim an der Ruhr eingeladen. Die Aufführungsrechte liegen beim Verlag Autorenagentur Berlin (Neue Pegasus Medienverlag, Berlin). 

## Handlung
Das Stück spielt hauptsächlich im Studentenmilieu. Verschiedene junge Menschen treffen aufeinander: Sven, Lili, Darius, Jule und Anna. Das Stück erzählt keine lineare Handlung, sondern arbeitet mit unverbundenen, bildhaften Episoden. Verbindungen ergeben sich aus den wiederkehrenden Figuren und aus thematischen Bezugspunkten wie Sex, Liebe und Studium.

## Besonderheiten
- Ein wesentliches Erkennungsmerkmal des Stückes ist die Jugendsprache, die im Wesentlichen aus kurzen Sätzen wie ein „Hi.“ und Wortwechseln über mehrere Zeilen hinweg besteht.
- Die SMS-Szenen sind ein wesentlicher Bestandteil des Stückes. Dabei wird die SMS-Sprache kopiert. Weiterhin sind die Uhrzeiten der SMS-Sendungen genauestens aufgezeichnet. So lässt sich ein Zeitgefühl dafür herstellen, wie auf die SMS reagiert und geantwortet, bzw. nicht geantwortet wird.
- Die Figur des Philipp tritt im gesamten Stück nicht auf und wird in der Figurenauflistung in Klammern aufgeführt. Es wird nur über ihn gesprochen, sein Handeln wird in Gesprächen dokumentiert. Am Ende des Stückes wird von seinem Selbstmord berichtet.

## Resonanz
- Elias Perrig schrieb in Das Magazin: „Das Stück war Liebe auf den ersten Blick.“
- Kritik in der Neuen Zürcher Zeitung